# Demonax kostali
Demonax kostali är en skalbaggsart som beskrevs av Holzschuh 2003. Demonax kostali ingår i släktet Demonax och familjen långhorningar. Inga underarter finns listade i Catalogue of Life.